# クリスチャン・プレス
クリスチャン・プレス（Kristian Pless, 1981年2月9日 - ）は、デンマーク・オーデンセ出身の男子プロテニス選手。自己最高ランキングはシングルス65位、ダブルス172位。サービスとフォアハンド・ストロークを最も得意にする選手。

## 来歴
プレスは7歳の時から、兄と一緒にテニスを始めた。ジュニア時代、彼はデンマークの男子選手として史上初のジュニア世界ランキング1位になり、1999年全豪オープンジュニアで単複優勝を飾った。1998年と1999年に世界スーパージュニアテニス選手権大会男子シングルスで2年連続優勝したこともある。1999年にプロ入りし、直ちに男子テニス国別対抗戦デビスカップデンマーク代表選手に選ばれた。2000年シドニー五輪のデンマーク代表にも選ばれ、シングルス2回戦でオーストラリアのマーク・フィリプーシスに4-6, 4-6で敗れた。
2年後の2001年全仏オープンで、プレスは4大大会本戦に初出場し、この年は2001年全仏オープン、ウィンブルドン選手権、全米オープンとも2回戦まで勝ち進んだ。しかし、デビスカップ出場は2001年が最後となった。2002年全豪オープンでは初の3回戦進出があったが、これが彼の4大大会自己最高成績である。
その後は故障による長期間の低迷などもあり、ATPツアーではシングルス・ダブルスともに優勝がなく、決勝進出もなかった。
プレスは2009年に現役を引退した。

## 4大大会シングルス成績
略語の説明
| W | F | SF | QF | #R | RR | Q# | LQ | A | Z# | PO | G | S | B | NMS | P | NH |

W=優勝, F=準優勝, SF=ベスト4, QF=ベスト8, #R=#回戦敗退, RR=ラウンドロビン敗退, Q#=予選#回戦敗退, LQ=予選敗退, A=大会不参加, Z#=デビスカップ/BJKカップ地域ゾーン, PO=デビスカップ/BJKカッププレーオフ, G=オリンピック金メダル, S=オリンピック銀メダル, B=オリンピック銅メダル, NMS=マスターズシリーズから降格, P=開催延期, NH=開催なし.
| 大会           | 2000 | 2001 | 2002 | 2003 | 2004 | 2005 | 2006 | 2007 | 2008 | 2009 | 通算成績 |
| -------------- | ---- | ---- | ---- | ---- | ---- | ---- | ---- | ---- | ---- | ---- | -------- |
| 全豪オープン   | A    | LQ   | 3R   | 1R   | A    | LQ   | LQ   | 1R   | LQ   | A    | 2–3      |
| 全仏オープン   | A    | 2R   | 1R   | A    | 1R   | LQ   | 1R   | 2R   | A    | A    | 2–5      |
| ウィンブルドン | A    | 2R   | 1R   | A    | 1R   | LQ   | 1R   | 1R   | LQ   | LQ   | 1–5      |
| 全米オープン   | LQ   | 2R   | 2R   | A    | 2R   | LQ   | 2R   | 1R   | LQ   | A    | 4–5      |